# Лана (притока Рајне)
Лана је река у немачкој држави Северна Рајна-Вестфалија, Рајна-Палатинат и Хесен, десна притока Рајне. Дуга је 246 km. Извире на источним падинама Шварцвалда, на висини од 607 метара. Код Кобленца се улива у Рајну.